# 毛翠雀花
毛翠雀花（学名：Delphinium trichophorum）为毛茛科翠雀属下的一个种。

## 扩展阅读
- 維基物種上的相關：毛翠雀花